# Oermieren
Oermieren (Ponerinae) zijn een onderfamilie van mieren, waartoe ongeveer 1600 soorten worden gerekend.

## Taxonomie
De volgende taxa zijn bij de onderfamilie ingedeeld:
- Tribus Platythyreini Emery, 1901
  - Platythyrea Roger, 1863
- Tribus Ponerini Lepeletier de Saint-Fargeau, 1835
  - Anochetus Mayr, 1861
  - †Archiponera Carpenter, 1930
  - Asphinctopone Santschi, 1914
  - Austroponera Schmidt & Shattuck, 2014
  - Belonopelta Mayr, 1870
  - Boloponera Fisher, 2006
  - Bothroponera Mayr, 1862
  - Brachyponera Emery, 1900
  - Buniapone Schmidt & Shattuck, 2014
  - Centromyrmex Mayr, 1866
  - †Cephalopone Dlussky & Wedmann, 2012[1]
  - Cryptopone Emery, 1893
  - †Cyrtopone Dlussky & Wedmann, 2012[1]
  - Diacamma Mayr, 1862
  - Dinoponera Roger, 186
  - Dolioponera Brown, 1974
  - Ectomomyrmex Mayr, 1867
  - Emeryopone Forel, 1912
  - Euponera Forel, 1891
  - Feroponera Bolton & Fisher, 2008
  - Fisheropone Schmidt & Shattuck, 2014
  - Hagensia Forel, 1901
  - Harpegnathos Jerdon, 1851
  - Hypoponera Santschi, 1938
  - Iroponera Schmidt & Shattuck, 2014
  - Leptogenys Roger, 1861
  - Loboponera Bolton & Brown, 2002
  - Mayaponera Schmidt & Shattuck, 2014
  - Megaponera Mayr, 1862
  - Mesoponera Emery, 1900
  - †Messelepone Dlussky & Wedmann, 2012[1]Messelepone leptogenoides male
  - Myopias Roger, 1861
  - Neoponera Emery, 1901
  - Odontomachus Latreille, 1804
  - Odontoponera Mayr, 1862
  - Ophthalmopone Forel, 1890
  - Pachycondyla Smith, 1858
  - Paltothyreus Mayr, 1862
  - Parvaponera Schmidt & Shattuck, 2014
  - Phrynoponera Wheeler, 1920
  - Plectroctena Smith, 1858
  - Ponera Latreille, 1804
  - †Ponerites Dlussky & Rasnitsyn, 2003
  - Promyopias Santschi, 1914
  - †Protopone Dlussky, 1988[1]
  - Psalidomyrmex André, 1890
  - Pseudoneoponera Donisthorpe, 1943
  - Pseudoponera Emery, 1900
  - Rasopone Schmidt & Shattuck, 2014
  - Simopelta Mann, 1922
  - Streblognathus Mayr, 1862
  - Thaumatomyrmex Mayr, 1887
- Incertae sedis

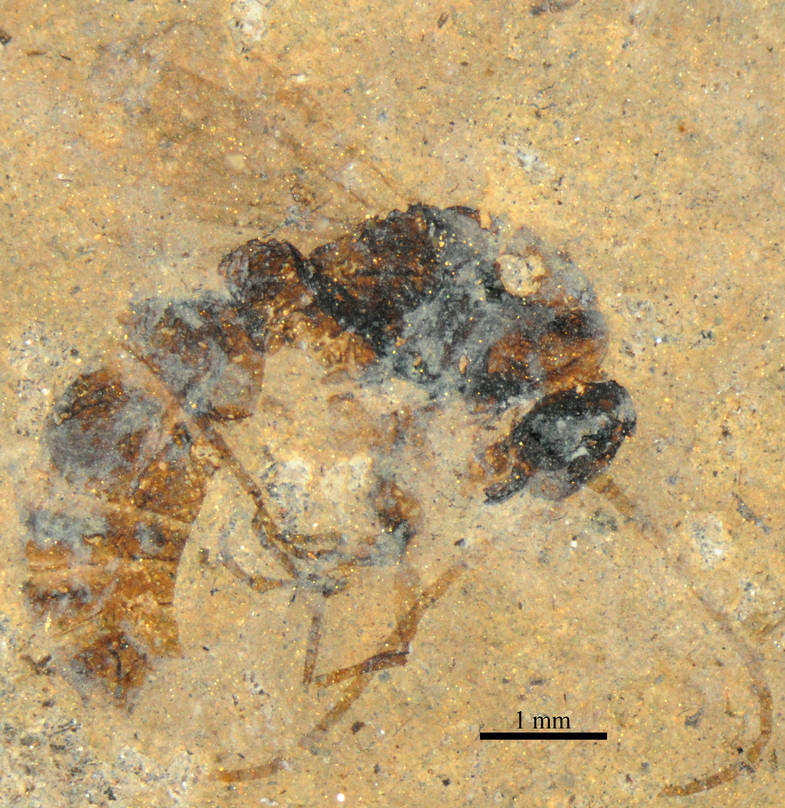
Messelepone leptogenoides male

  - †Afropone Dlussky, Brothers & Rasnitsyn, 2004
  - †Eogorgites Hong, 2002
  - †Eoponerites Hong, 2002
  - †Furcisutura Hong, 2002
  - †Longicapitia Hong, 2002
  - †Taphopone Dlussky & Perfilieva, 2014